# Aarhus Festuge
Aarhus Festuge (deutsch Festwoche Aarhus) ist ein zehntägiges Kunst- und Kulturfestival, das jährlich Ende August/Anfang September in der dänischen Stadt Aarhus stattfindet. Nach Angaben des Veranstalters zählt es zu den größten Kulturevents Nordeuropas, bei dem der öffentliche Raum, Clubs, Bühnen, Galerien und Museen als Veranstaltungsorte dienen. Direktorin ist seit 2015 Rikke Øxner, zuvor künstlerische Leiterin des Roskilde-Festivals. Sie löste Folmer Jepsen ab. Die Schirmherrschaft übernahm dänische Königin Margrethe II.
Die Festwoche geht auf die Initiative der Stadträtin Inge Ehlers (Konservative) vom 5. März 1964 zurück, der sich Bürgermeister Bernhardt Jensen (S) anschloss. Im September 1965 folgte die erste Ausgabe des Festivals, das sich seitdem zum bedeutendsten Kulturevent der Stadt mit internationaler Beteiligung entwickelt hat. Dabei wird jedes Jahr ein neues Veranstaltungsmotto ausgegeben. So setzte das Festival bisher folgende Schwerpunkte:

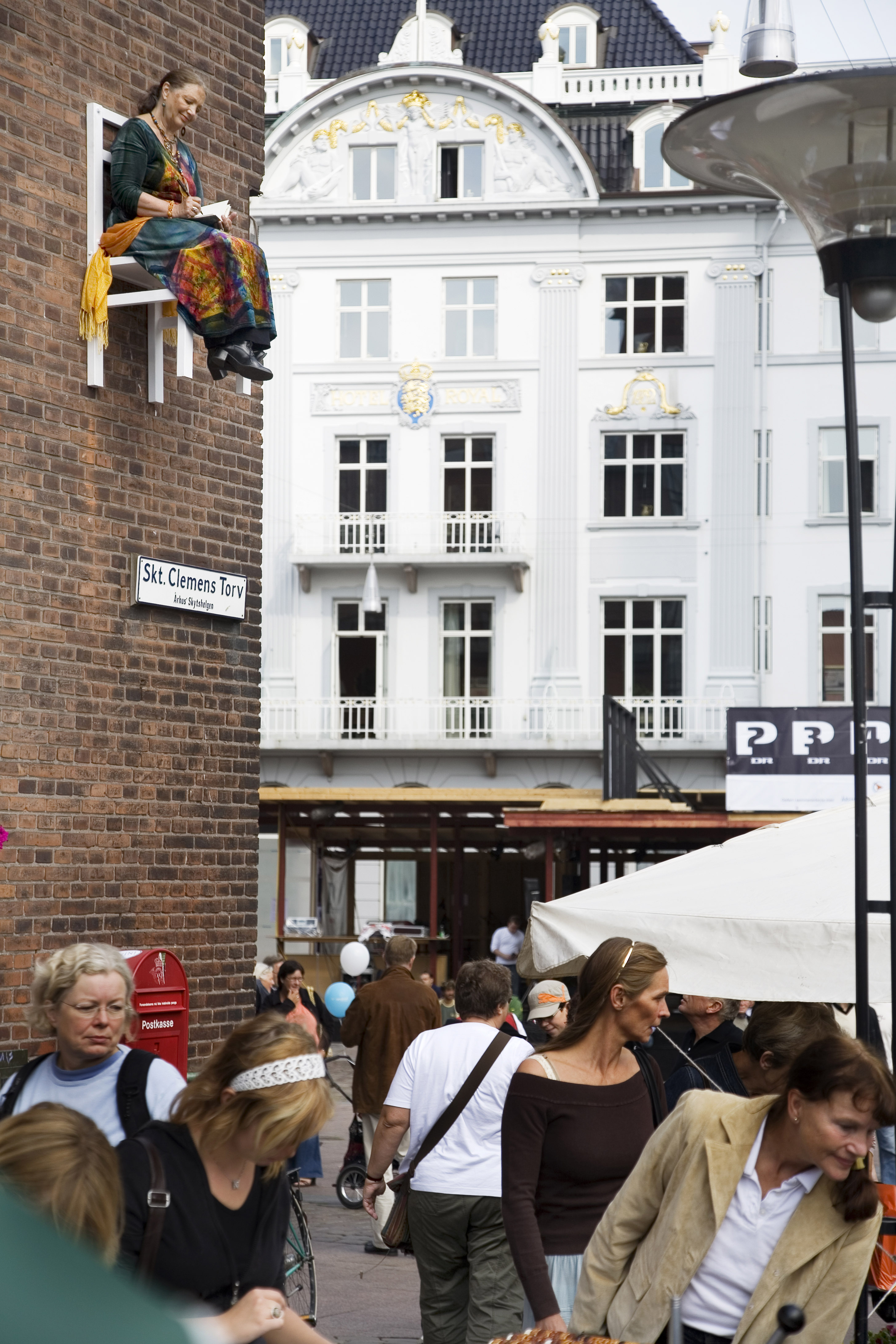
„Human on Chair“ (2006), Installation von Angie Hiesl.

| Nr. | Jahr | Motto | Schwerpunkt, Bezug oder Anlass                          |
| --- | ---- | --- | ------------------------------------------------------- |
| 41. | 2005 | Mit livs eventyr (Das Märchen meines Lebens)                                                                       | 200. Geburtstag von Hans Christian Andersen             |
| 42. | 2006 | Womania | Erlebnisse in Kunst und Kultur von, für oder mit Frauen |
| 43. | 2007 | Bevægelse (Bewegung)                                                                                               | Bewegung und Tanz                                       |
| 44. | 2008 | Åben by (Offene Stadt)                                                                                             |                                                         |
| 45. | 2009 | Fremtiden er nær! (Die Zukunft ist nah)                                                                            |                                                         |
| 46. | 2010 | Naboer (Nachbarn)                                                                                                  |                                                         |
| 47. | 2011 | Beatiful Mistakes - Skønne fejl... og andre lykketræf. (Beatiful Mistakes. Schöne Fehler und andere Glückstreffer) | Die Menschlichkeit beim Fehlermachen                    |
| 48. | 2012 | Big - Size Matters                                                                                                 |                                                         |
| 49. | 2013 | Tegn på liv - i en ny virkelighed (Lebenszeichen. In einer neuen Wirklichkeit)                                     |                                                         |
| 50. | 2014 | Same but different                                                                                                 | 50. Jubiläum                                            |
| 51. | 2015 | Lys – mere lys. Ind i mørket, ud i lyset (Licht - mehr Licht. Hinein in die Dunkelheit, hinaus ins Licht)          |                                                         |
| 52. | 2016 | Upside Down |                                                         |
| 53. | 2017 | Let’s Rethink |                                                         |